# Mews Small
Mary Edith Willard Small, connue sous le nom de scène Mews Small, née le 20 mars 1942 à Pasadena, en Californie, est une actrice et chanteuse américaine. Elle a également utilisé les noms Marya Small, Merrya Small, Mary Small Rusk et Mary Small. Mews Small est surtout connue pour ses rôles de Candy dans le film Vol au-dessus d'un nid de coucou de Miloš Forman et du Dr Nero dans le film Sleeper (Woody et les robots) de Woody Allen.

## Biographie
Mary Edith Willard Small est née à Pasadena le 20 mars 1942. Son père est médecin et sa mère artiste.
Durant son adolescence elle tient un rôle à New York dans une pièce dirigée par Dustin Hoffman, à ses débuts lui aussi.
En 1966, sous le nom de Mary Small Rusk, elle joue le rôle principal dans une production théâtrale, The Sound of Music (La Mélodie du bonheur) à Stowe, dans le Vermont. Maria von Trapp, l'autrice du livre La famille des chanteurs Trapp, à l'origine de la pièce, assiste à la première. Elle est enthousiaste et invite Mews Small à se produire à l'Exposition universelle de Montréal, où elle remporte un grand succès.
Mews Small crée le rôle de Frenchy dans la production originale de Broadway de la comédie musicale Grease  en 1971 avec  Barry Bostwick et Adrienne Barbeau et, plus tard, John Travolta , Patrick Swayze , Treat Williams et Marilu Henner,.
Depuis lors, elle a beaucoup joué dans des films au cinéma et à la télévision dans les années 1970. Son premier film date de 1966 Le Dortoir des anges (The Trouble with Angels) d'Ida Lupino. Elle travaille notamment avec Jack Nicholson, Morgan Freeman, Henry Fonda, Susan Sarandon et Elizabeth Taylor.
Elle interprète le rôle de Candy dans Vol au-dessus d'un nid de coucou (1975) de Miloš Forman et le docteur Néro dans Woody et les Robots (1973) de Woody Allen. Elle a également prêté sa voix à Frankie dans le film d'animation American Pop,.
En 2015, elle participe à douze épisodes de la série TV, Mom and Me de Kathi Carey
Mews Small sort en 2004 l'album Pearl Street Garage #1. Elle est la chanteuse principale du groupe Mews Small and The Small Band, qui a sorti un CD Do What You Do en 2008. Elle chante également avec Suzy Williams.
Mews Small est une militante pour la paix et membre d'organisations pacifistes internationales,.
Elle est candidate à Los Angeles, district 25 pour les élections à la Chambre des représentants pour la League of Women Voters.

## Filmographie

### Cinéma
- 1966 : Le Dortoir des anges d'Ida Lupino : Nun (non crédité)
- 1973 : Woody et les Robots de Woody Allen : : docteur Néro
- 1975 : The Wild Party de James Ivory : Bertha
- 1975 : Vol au-dessus d'un nid de coucou de Miloš Forman : Candy
- 1977 : La Dernière Route (The Last of the Cowboys) de John Leone : Alice
- 1978 : Dieu merci, c'est vendredi (Thank God It's Friday) : Jackie
- 1984 : American Pop : Frankie (voix)
- 1982 : Zapped! : Madame Springboro
- 1989 : Puppet Master : Theresa
- 1999 : Man on the Moon de Miloš Forman
- 1999 : A Wake in Providence : directrice de cating (voix)
- 2005 : Raw Footage : Invitée au mariage
- 2007 : The Gift: At Risk : Mère supérieure
- 2009 : Boppin' at the Glue Factory : Mary LeDoux